# Maurer AG
Maurer AG (voorheen Maurer Rides en Maurer Söhne) is een staalbewerkingsbedrijf en attractiebouwer.

## Geschiedenis
Het bedrijf werd opgericht te München (Duitsland) in 1876 door Maurer Söhne (1843-1915) en heeft vele soorten stalen gebouwen, bruggen, loodsen, verkeersborden, wegwijzers en zelfs kunstvoorwerpen gemaakt. Hoewel het bedrijf bekend is geworden met wildemuis-achtbanen, heeft het zijn productie uitgebreid met draaiende, looping en lanceerachtbanen. Het bedrijf bouwt ook valtorens.

## Noemenswaardige achtbanen
- 1995: Spinning Racer op de Duitse kermis (Duitsland)
- 1996: Kopermijn in Familiepark Drievliet (Nederland)
- 1997: Wilde Maus in het Wurstelprater
- 1998: Rattlesnake in Chessington World of Adventures
- 2000: Gotham City Gauntlet: Escape from Arkham Asylum. Huidige park: Six Flags New England
- 2001: Spinner in Skara Sommarland
- 2001: Twistrix in Familiepark Drievliet (Nederland)
- 2002: Winja's Fear & Winja's Force in Phantasialand (Duitsland)
- 2004: Sonic Spinball (nu Spinball Whizzer) in Alton Towers (Groot-Brittannië)
- 2004: Dragons' Fury in Chessington World of Adventures
- 2004: Xtreme (verwijderd sinds 2006) in Familiepark Drievliet (Nederland)
- 2004: Sky Wheel in SkyLine Park (Duitsland)
- 2005: G Force, tot 2018 in Drayton Manor (Engeland)
- 2005: Tarántula in Parque de Atracciones de Madrid  (Spanje)
- 2006: Abismo in Parque de Atracciones de Madrid (Spanje)
- 2006: X-Coaster in Magic springs theme and water park (VS)
- 2007: Crush's Coaster in Walt Disney Studios Park (Frankrijk)
- 2007: Formule X in Familiepark Drievliet (Nederland)
- 2008: Salama in Linnanmäki
- 2009: Hollywood Rip, Ride, Rockit in Universal Studios Florida
- 2010: Fiorana GT Challenge in Ferrari World Abu Dhabi
- 2011: Dizz (nu Naga Bay) in Bobbejaanland (België)
- 2011: Shock in Rainbow MagicLand (Italië)
- 2011: Ukko in Linnanmäki (Finland)
- 2011: BuzzSaw in Dreamworld (Australië)
- 2011: Clouds of Fairyland in World Joyland (China)
- 2012: Hidden Anaconda in Happy Valley (China)
- 2012: Terror Twister in Fantawild Adventure (China)
- 2013: Terror Twister in Fantawild DreamPark (China)
- 2015: Terror Twister in Nantong Adventure Land (China)
- 2015: Laff Trakk in Hersheypark (VS)
- 2017: Sky Dragster in SkyLine Park (Duitsland)
- 2019: Phoenix in Adventureland (Iowa (staat))
- 2019: Desmo Race in Mirabilandia (Italië)
- 2022: Now You See Me: High Roller in Motiongate Dubai